# ديموغرافيا الإلحاد

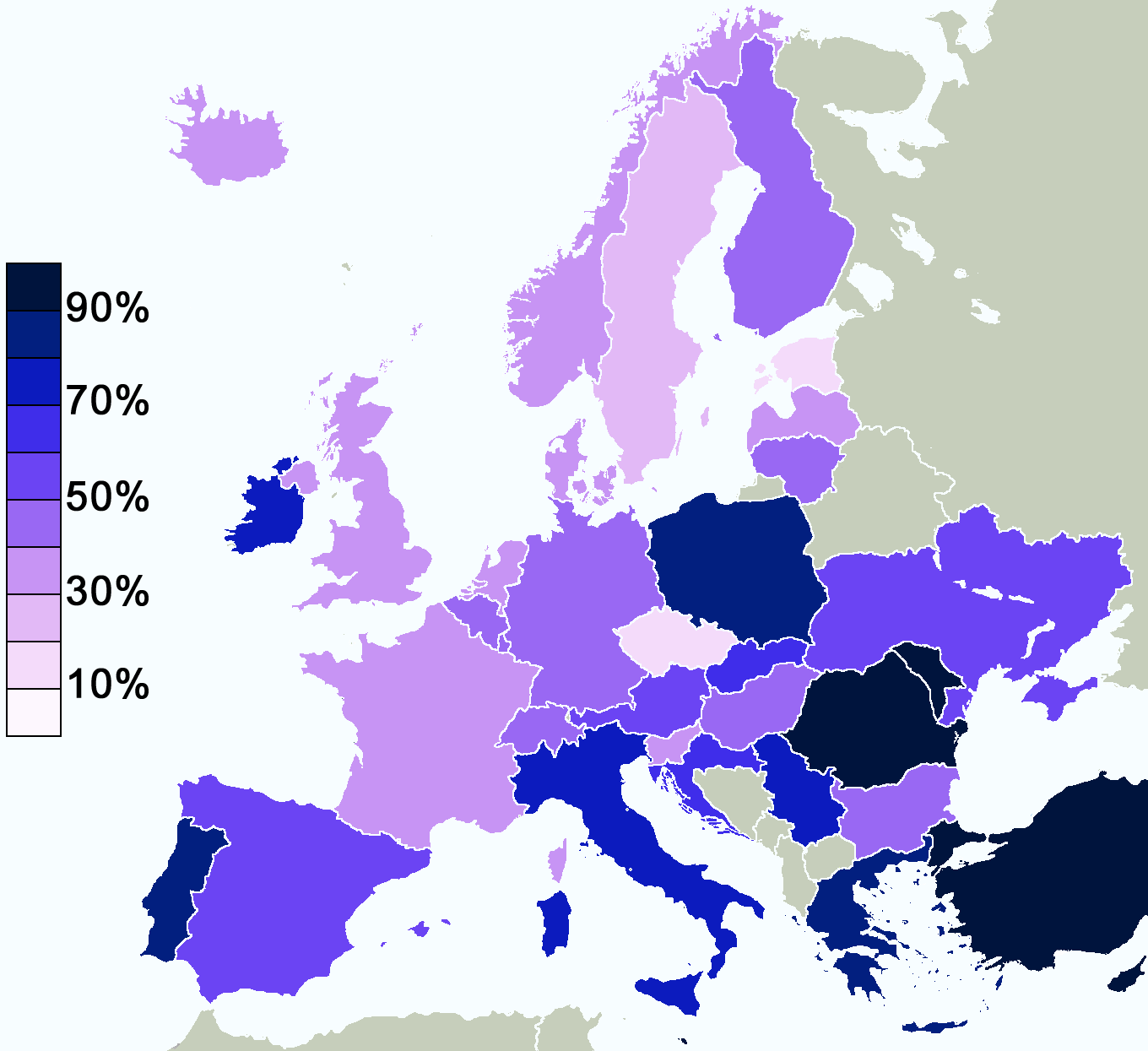

يصعب الحصول على بيانات دقيقة للديمغرافيا الدقيقة للإلحاد؛ نظراً لأن مفاهيم الإلحاد تختلف باختلاف الثقافات واللغات من كونه مفهومًا نشطًا إلى كونه غير مهم أو غير متطور. في الدراسات العالمية، عادةً ما يكون عدد الأشخاص الذين لا يؤمنون بدين معين أعلى من عدد الأشخاص الذين لا يؤمنون بوجود إله. وعادةً ما يكون عدد الأشخاص الذين يتفقون مع الأقوال المُتعلقة بانعدام الإيمان بالآلهة أعلى من عدد الأشخاص الذين يعرّفون أنفسهم بأنهم «ملحدون». وفقًا لعالم الاجتماع فيل زوكرمان، تتراوح التقديرات الضخمة لأولئك الذين لا يؤمنون بوجود إله ما بين 500 و750 مليون شخص حول العالم. تشير تقديرات أخرى إلى أنّ هناك ما بين 200 و240 مليون شخص يعرّفون أنفسهم بأنهم ملحدون حول العالم، مع وجود أغلبهم في الصين وروسيا. وفقًا لمراجعة عالِمي الاجتماع أرييلا كيزار وجوهام نافارو ريفيرا للعديد من الدراسات العالمية حول الإلحاد، هناك ما بين 450 و500 مليون ملحد مُتيقن ولاأدري حول العالم (7% من سكان العالم)، مع وجود معظم الملحدين في الصين (200 مليون ملحد مقتنع).
من بين الملحدين وغير المتدينين حول العالم، يعيش 76% منهم في آسيا ومنطقة المحيط الهادئ، بينما يعيش الباقي في أوروبا (12%)، وأمريكا الشمالية (5%)، وأمريكا اللاتينية ومنطقة البحر الكاريبي (4%)، وأفريقيا جنوب الصحراء الكبرى (2%)، والشرق الأوسط وشمال أفريقيا (أقل من 1%). تقل نسبة الإلحاد في أفريقيا وأمريكا الجنوبية عن 10%. وفقًا لدراسة عالمية أجراها مركز بيو للأبحاث عام 2012 والتي شملت 230 دولةً وإقليمًا، فإن 16 % من سكان العالم لا يتبعون أي دين، في حين يتبع 84 % دينًا معينًا. بالإضافة إلى ذلك، لاحظت الدراسة العالمية أن العديد من غير المتبعين، بما في ذلك الملحدين والاّأدريين، ما زال لديهم معتقدات وممارسات دينية مختلفة.
تمتد السجلات التاريخية لفلسفة الملحدين عدة آلاف من السنين. تعود أولى المدارس الفلسفية الإلحادية إلى الفكر الهندي ووُجدت منذ عهد الهندوسية القديمة، التي هي أقدم دين في العالم. تنبع جذور الإلحاد الغربي من الفلسفة اليونانية السابقة لسقراط، لكنه لم يبرز كرؤية عالمية مميزة حتى أواخر عصر التنوير.
توجد تباينات بين المصادر حول كيفية تغيّر ديمغرافيا الإلحاد والتدين. لتقييم انعدام الإيمان، قد يُسأل الشخص عن مدى نفيه للمعتقَد السائد، بدلاً من أن يُطلب منه تأكيد إلحاده المتيقن. لا يتطابق أيضًا التعريف الشخصي مع نقص الإيمان عند الناس بشكل تلقائي. على سبيل المثال، لا يعني مجرد عدم إيمان الشخص بوجود إله، لأي سببٍ كان، أنه يُعرف نفسه «ملحدًا» بشكل تلقائي. وفقًا لمسح وين/جالوب العالمي في 2012، فإن عدد الملحدين آخذ في الازدياد في جميع أنحاء العالم، مع تراجع التديّن بشكل عام. ومع ذلك، فقد أشارت دراسات عالمية أخرى سابقة إلى أن الإلحاد العالمي قد يكون في انخفاض بسبب انخفاض معدلات المواليد في الدول غير المتدينة حول العالم، بينما تتمتع الدول المتدينة بمعدلات ولادة أعلى بشكل عام.

## الدراسات والإحصاءات

### القضايا المنهجية
يصعب تحديد ديمغرافيا الإلحاد. نادرًا ما تُترجم كلمات مثل «الخالق» و«الإلحاد» بشكل جيد عبر الثقافات أو اللغات، وإذا كانت موجودةً فعلًا، فإنّ لها معاني متباينة تصعّب المقارنات بين الثقافات. لذلك قد يصعُب رسم الحدود بين الإلحاد والمعتقدات غير الدينية والمعتقدات الدينية والروحية غير الألوهية. بالإضافة إلى ذلك، قد لا يُعلن الملحدون عن معتقداتهم على هذا النحو؛ لتجنب المعاناة من الوصمة الاجتماعية والتمييز والاضطهاد في بعض الدول.
نظرًا لأن بعض الحكومات قد روّجت للإلحاد بشدة في حين أدانتها الحكومات الأخرى بشدة أيضًا، فقد يجري الإبلاغ عن نسبة الإلحاد بشكل مبالغ فيه أو قد لا يجري الإبلاغ عنه في دول مختلفة. ما تزال دقة طرق التقدير موضوع نقاش، نتيجة احتمال إجراء إبلاغ خاطئ (سواء أكان ذلك عن قصد أم لا) عن فئة من الأشخاص دون وجود هيكل تنظيمي. تطلب العديد من الدراسات الاستقصائية المتعلقة بالهوية الدينية من الناس أن يُعرّفوا أنفسهم «لاأدريين» أو «ملحدين»، وهو أمر قد يكون مربكًا، إذ تُفسّر هذه المصطلحات بشكل مختلف؛ فقد يُعرّف البعض أنفسهم بصفتهم ملحدين لاأدريين. بالإضافة إلى ذلك، فإن العديد من هذه الدراسات الاستقصائية تقيس عدد الأشخاص غير المتدينين فقط لا عدد الملحدين الفعليين، أو قد تجمع الاثنين معًا. على سبيل المثال، تشير الأبحاث إلى أن الهوية الدينية الأسرع نموًا في الولايات المتحدة قد تكون «انعدام الديانة»، لكن هذا يشمل جميع أنواع الملحدين واللّاأدريين والمؤمنين. وفقًا لكتاب حقائق العالم لوكالة المخابرات المركزية، يشكل غير المتدينين 9.66 % من عدد السكان، في حين يشكل الملحدون خمسهم.